# Open Balkan
A Open Balkan é uma zona econômica e política de três Estados-membros nos Bálcãs, sendo eles a Albânia, a Macedônia do Norte e a Sérvia. A zona tem uma área total de 131.935 km² e uma população total estimada de quase 12 milhões de habitantes, localizada na Europa Central e do Sul. Os idiomas oficiais são o albanês, o macedônio e o sérvio. Seus centros administrativos são as cidades de Belgrado, Skopje e Tirana. Com o estabelecimento da zona, os três Estados-membros têm como objetivo aumentar o comércio e a cooperação, bem como melhorar as relações bilaterais.

## História

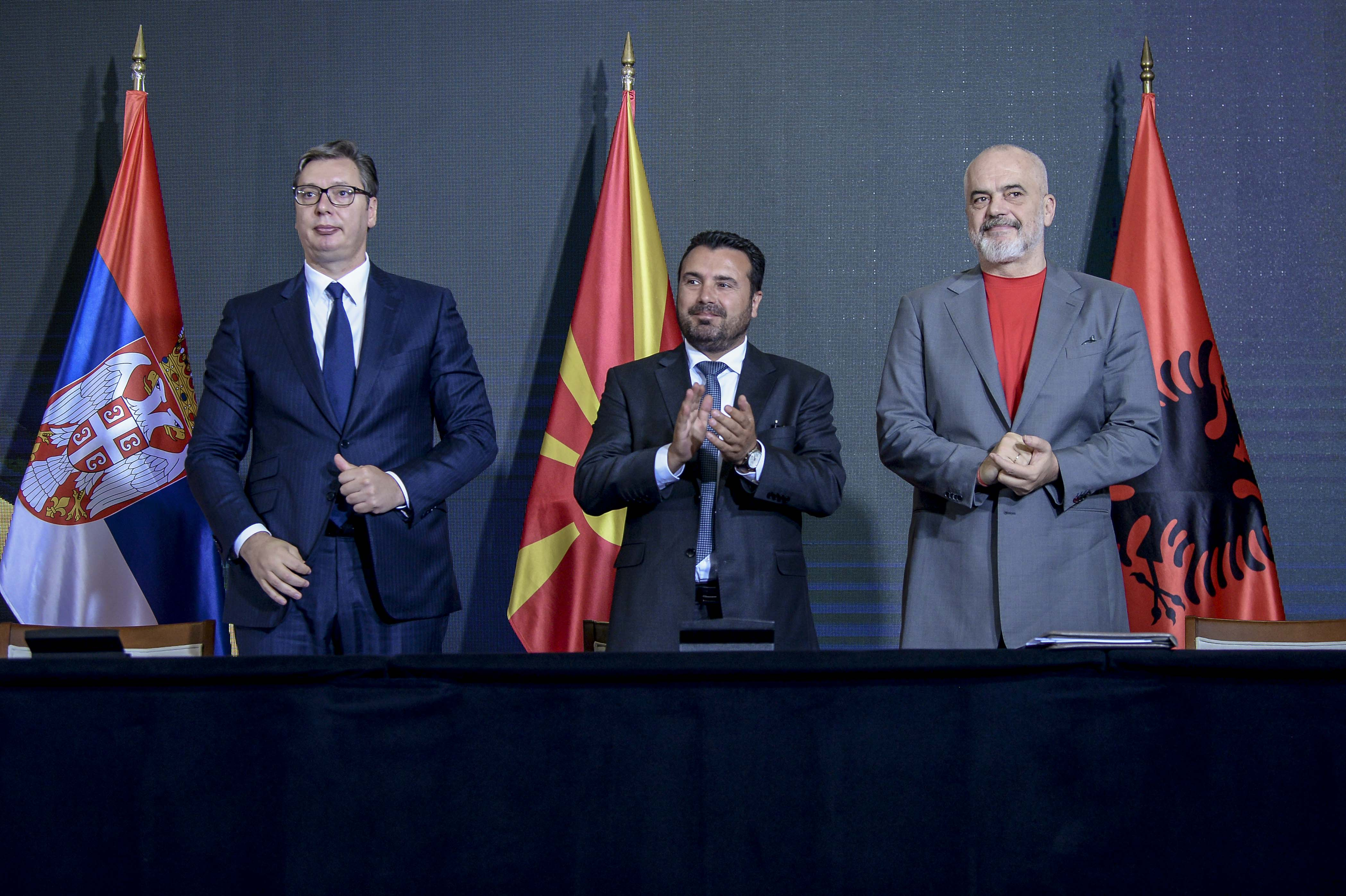
Vučić, Zaev e Rama no Fórum Econômico para Cooperação Regional.

A ideia da Open Balkan (anteriormente conhecida como Mini-Schengen Area, "Mini Espaço Schengen") surgiu no início da década de 1990. Foi mencionada pela primeira vez como uma área econômica entre esses países da Península Balcânica. Os planos acabaram sendo abandonados devido às guerras da Iugoslávia. Os primeiros sinais da Open Balkan surgiram em 2018 como uma forma de melhorar as relações políticas. A ideia da área foi apresentada por Edi Rama em Berlim, quando ele a discutiu com as nações interessadas. Rama adotou a ideia do ex-primeiro-ministro da Albânia Fatos Nano.
Os planos para a área foram declarados em 10 de outubro de 2019, em Novi Sad. Duas reuniões foram realizadas, uma em Ohrid, em 11 de novembro de 2019, e outra em 12 de dezembro de 2019, em Durrës. Esses países declararam formar um mercado unificado de 12 milhões de pessoas até o final de 2020. Em 11 de novembro de 2019, na cúpula de Ohrid de 2019, o presidente da Sérvia, os primeiros-ministros da Albânia e da Macedônia do Norte concordaram em criar uma zona econômica, que melhoraria ainda mais as relações políticas e econômicas e fortaleceria os laços culturais entre as nações.
A primeira reunião deveria ter sido realizada em janeiro ou fevereiro de 2020 em Belgrado. No entanto, devido à pandemia da COVID-19, a reunião foi adiada e uma possível data para uma nova reunião em Belgrado foi provisoriamente agendada para a primavera ou verão de 2020.
Uma cúpula de líderes do Open Balkan foi realizada em 2 de setembro de 2022 em Belgrado. A Sérvia, a Macedônia do Norte e a Albânia assinaram vários acordos sobre o intercâmbio de produtos alimentícios, energia, cinematografia, bem como cooperação em situações de emergência. Os países também concordaram em aumentar a cooperação e aliviar as tensões na região dos Bálcãs. O primeiro-ministro montenegrino, Dritan Abazović, e o presidente do conselho de ministros da Bósnia e Herzegovina, Zoran Tegeltija, também participaram da cúpula, expressando seu desejo de que esses países se juntem à iniciativa.
O nome anterior se referia ao Espaço Schengen, uma área comum para viagens que inclui 26 países europeus, mas não os países dos Bálcãs mencionados acima.

## Propósito

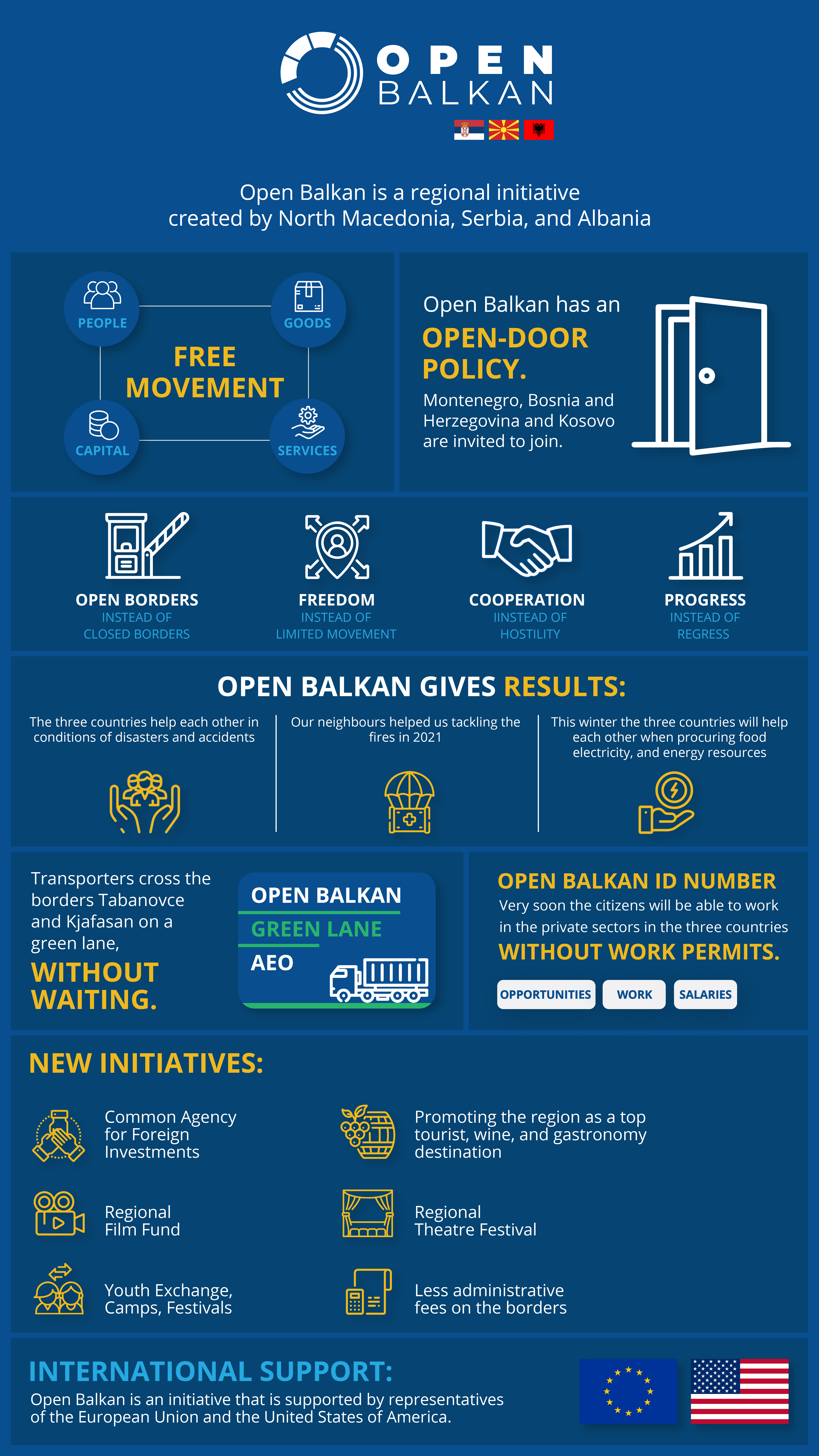
Infográfico sobre a Open Balkan.

As intenções da Open Balkan são proporcionar maiores oportunidades de comércio, intercâmbio de estudantes e incentivar a integração da União Europeia nos Estados-membros, inter alia. Os cidadãos dos Estados-membros precisarão apenas de uma carteira de identidade para visitar outros Estados-membros, economizando tempo nas passagens de fronteira. Essa zona econômica prepara os países para se tornarem membros da União Europeia.
Nessa união, os bens e o capital entre esses países fluiriam mais rapidamente e mais de 30 milhões de horas seriam economizadas ao cruzar as fronteiras desses três países todos os anos. A estimativa do Banco Mundial projeta uma economia de US$ 3,2 bilhões, dos quais, de acordo com o presidente Vučić, a Sérvia economizaria pelo menos US$ 1,5 bilhão.
Em 29 de julho de 2021, Vučić, Rama e Zaev participaram do fórum de cooperação econômica regional em Skopje, onde assinaram acordos sobre a circulação de mercadorias, acesso ao mercado de trabalho e cooperação na proteção contra desastres. Foi acordada a aceitação mútua de diplomas e qualificações profissionais, tudo isso tornando as forças de trabalho mais flexíveis e disponíveis e, assim, atraindo mais investimentos. Como parte da iniciativa, também foi realizado um fórum econômico regional com a participação de cerca de 350 empresas, a maioria proveniente desses três países, mas também de toda a região.

## Estados-membros
Atualmente, a Open Balkan é composta por três Estados-membros, incluindo Albânia, Macedônia do Norte e Sérvia.
| Estado             | Capital  | Entrada         | População (2020) | Área      | Densidade populacional | Áreas urbanas                       | Idiomas   |
| ------------------ | -------- | --------------- | ---------------- | --------- | ---------------------- | ----------------------------------- | --------- |
| Albânia            | Tirana   | Membro fundador | 2.793.592        | 28748 km² | 99 km²                 | Durrës, Elbasan, Vlorë, Shkodër     | Albano    |
| Macedónia do Norte | Skopje   | Membro fundador | 1.836.713        | 25713 km² | 71 km²                 | Bitola, Kumanovo, Prilep, Tetovo    | Macedônio |
| Sérvia             | Belgrado | Membro fundador | 6.690.887        | 77474 km² | 88 km²                 | Novi Sad, Niš, Kragujevac, Subotica | Sérvio    |

## Estados-membros em potencial

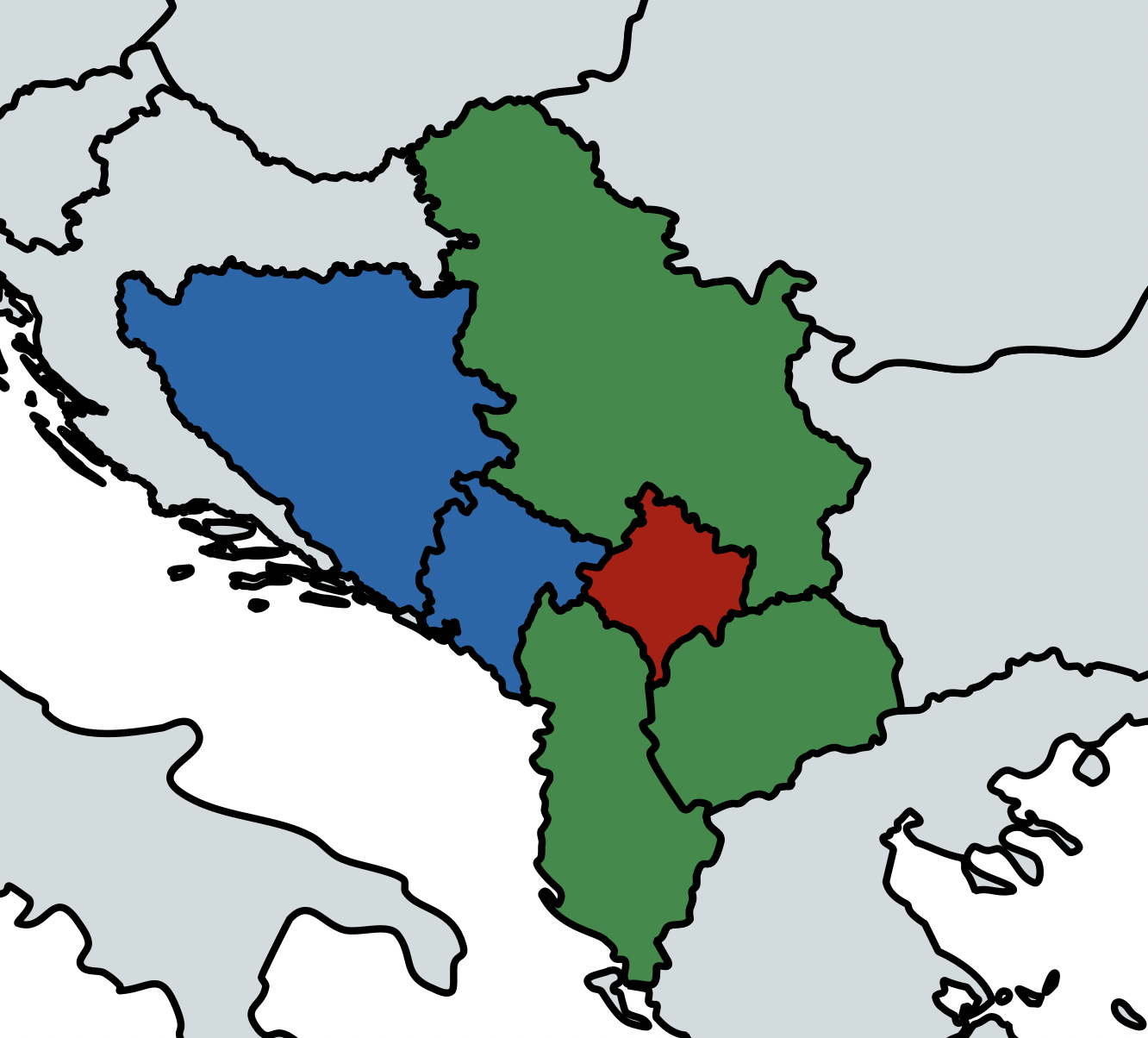
Reações oficiais à iniciativa Open Balkan:
Fundadores (Albânia, Macedônia do Norte, Sérvia)
Negativo (Kosovo)
Misto (Bósnia e Herzegovina, Montenegro)

Três possíveis membros são a Bósnia e Herzegovina, Montenegro e Kosovo.

### Kosovo
Em 4 de setembro de 2020, o Kosovo concordou em participar do "Mini Espaço Schengen" como parte dos acordos de normalização econômica do Kosovo e da Sérvia, mas até agora não assinou nenhum acordo com os três países fundadores, até mesmo se opondo a toda a iniciativa. O primeiro-ministro do Kosovo, Albin Kurti, rejeitou o convite para a cúpula em Ohrid, que será realizada em 7 e 8 de junho. Kurti disse que "a iniciativa Open Balkan é uma iniciativa regional prejudicial e sem visão. Kosovo não quer participar porque a Sérvia não o está tratando como um país independente e em pé de igualdade".

### Montenegro
O primeiro-ministro de Montenegro, Dritan Abazović, disse que apoia a Iniciativa Open Balkan, afirmando que "a iniciativa foi criada para seis países". Além disso, após a última votação em Montenegro, a voz coletiva do povo expressou o desejo de fazer parte da Iniciativa Balcãs Abertos. "O presidente de Montenegro, Jakov Milatović, falou ao jornal vienense Der Standard sobre o papel de Montenegro no atual momento geopolítico. Comentando sobre a iniciativa "Open Balkan", Milatović afirmou que "nossa parte da Europa era a única sem fronteiras há 50 anos, mas agora ela tem fronteiras". Ele também acrescentou que a adesão à Open Balkan é uma medida para facilitar as relações com a Sérvia, e que 60% dos montenegrinos querem que Montenegro participe da iniciativa."

### Bósnia e Herzegovina
O ex-presidente do Conselho de Ministros da Bósnia Herzegovina, Zoran Tegeltija, expressou seu apoio pessoal à iniciativa, mas a Bósnia ainda não chegou a um consenso sobre ela por "razões políticas".

## Economia
Em 2020, o PIB desses países combinados seria de US$ 80.027 bilhões, o Produto Interno Bruto em Paridade de Poder de Compra (PIB PPC) seria de US$ 207.326 bilhões. Em 2020, o PIB per capita seria de US$ 6.256, o PIB PPC per capita seria de US$ 16.658. A Albânia e a Macedônia do Norte teriam PIB per capita e PIB PPC per capita mais altos, e o PIB/PIB PPC per capita da Sérvia diminuiria. As moedas atuais são o lek albanês, o denar macedônio e o dinar sérvio.

### Estatísticas
|                                                | Albânia                   | Macedônia do Norte                   | Sérvia                        |
| ---------------------------------------------- | ------------------------- | ------------------------------------ | ----------------------------- |
| Tipo de governo                                | República parlamentarista | República parlamentarista            | República parlamentarista     |
| Chefes de Estado e de governo atuais e governo | Presidente Bajram Begaj   | Presidente Stevo Pendarovski         | Presidente Aleksandar Vučić   |
| Chefes de Estado e de governo atuais e governo | Primeiro-ministroEdi Rama | Primeiro-ministro Dimitar Kovačevski | Primeiro-ministro Ana Brnabić |
| PIB nominal                                    | $18.25 bilhões            | $14.1 bilhões                        | $73.96 bilhões                |
| PIB (nominal) per capita                       | $6.369                    | $6,816                               | $11,125                       |
| PIB (PPC)                                      | $51.1 bilhões             | $49.9 bilhões                        | $173.365 bilhões              |
| PIB (PPC) per capita                           | $17.858                   | $19.783                              | $26.080                       |
| Taxa de crescimento real de PIB                | −3.3%, 8.45%, 3.3%        | −4.5%, 4%, 3%                        | −0.9%, 7.5%, 2.3%             |
| Moeda                                          | Lek                       | Denar                                | Dinar                         |
| Média salarial                                 | €477                      | €516                                 | €752                          |

## Cooperação adicional
Em 2 de agosto de 2021, os diretores dos correios da Sérvia e da Macedônia do Norte, Zoran Đorđević e Jani Makraduli assinaram em Belgrado um protocolo de cooperação comercial.
Em 3 de agosto de 2021, por ordem do presidente da Sérvia Aleksandar Vučić, quatro helicópteros do Ministério de Assuntos Internos (Sérvia) foram enviados para ajudar colegas do Ministério de Assuntos Internos (Macedônia do Norte) no combate a incêndios na Macedônia do Norte.
Em 12 de maio de 2022, a ministra do comércio, turismo e telecomunicações da Sérvia, Tatjana Matić, conversou em Tirana com a ministra do turismo e meio ambiente da Albânia, Mirela Kumbaro, sobre a cooperação dentro da iniciativa Open Balkan, com ênfase na remoção de barreiras e na obtenção de um acordo no campo do turismo.